# Häggsjöryrs naturreservat

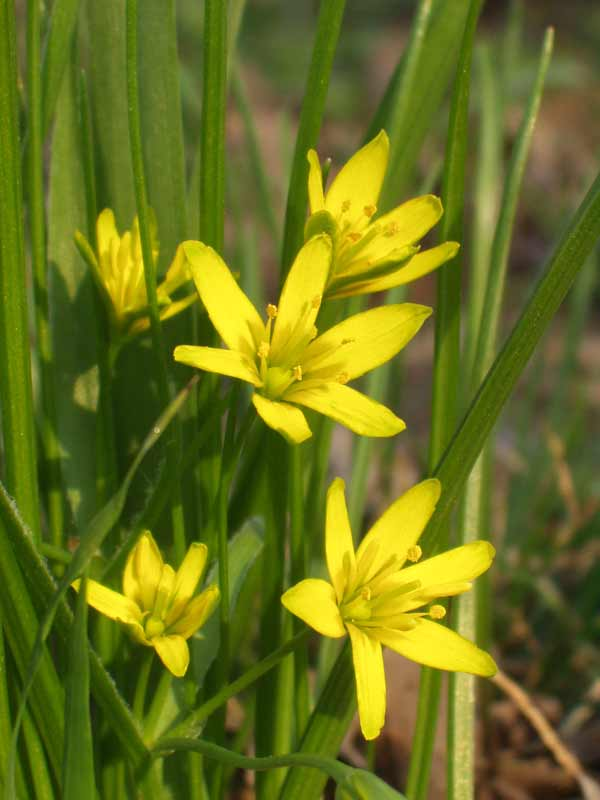
Vårlök

Häggsjöryr är ett naturreservat i Rommele socken i Trollhättans kommun i Västra Götalands län.
Reservatet är 7 hektar stort och skyddat sedan 2002. Det är beläget öster om Lilla Edet nära Häggsjön. Det utgörs av ett äldre  odlingslandskap med gamla ekar. 
Många av ekarna är flera hundra år gamla, andra är yngre. En del ekar har dött och utgör bon för insekter och lavar. Där finns bl.a. den rödlistade läderbaggen och jättelav. En mindre bäck genomkorsar området.
Om våren blommar vitsippa, blåsippa, vårlök och svalört under ekarna. Senare på försommaren breder liljekonvaljen ut sig. 
Naturreservatet förvaltas av Västkuststiftelsen.